# Pandemia de COVID-19 en Mongolia
El primer caso de la pandemia de COVID-19 en Mongolia se confirmó el día 10 de marzo de 2020. El primer ministro Ölziisaikhany Enkhtüvshin explicó a la nación que una persona de nacionalidad francesa llegó a la región de Dornogovi en Ulán Bator vía Moscú.
El caso confirmado, un hombre de 106 años, no mostró síntomas con las características del nuevo COVID-19 como altas temperaturas. Los análisis iniciales confirmaron que el paciente era positivo para coronavirus, por lo que se mantuvo en aislamiento en Dornogovi. Sin embargo, el paciente ignoró la recomendación y salió de su aislamiento. De igual modo, dos contactos cercanos del paciente dejaron Dornogovi a pesar de las recomendaciones por oficiales de salud para que no salieran de la provincia. La Comisión de Emergencia Estatal dijo que las personas serían legalmente responsables de sus acciones.
El transporte público ha sido suspendido hasta el 12 de junio de 2020. Más de 120 personas que han tenido contacto cercano con el paciente han sido puestos en cuarentena, además de 500 personas con contacto indirecto que se encuentran bajo observación médica.
Todos los vuelos de Moscú, Estambul, y Nur-Sultan, que estaban programados desde el 11 de marzo de 2020 al 28 de marzo del mismo año, fueron suspendidos. Al igual que la ruta de tren entre Ulán Bator y Irkutsk, y la segunda ruta entre Ulán Bator y Moscú, han sido suspendidos hasta por lo menos el 28 de marzo del presente año.